# Jakajärvi
Jakajärvi är en sjö i Kiruna kommun i Lappland och ingår i Torneälvens huvudavrinningsområde. Sjön har en area på 0,0721 kvadratkilometer och ligger 263 meter över havet.

## Delavrinningsområde
Jakajärvi ingår i det delavrinningsområde (752929-173886) som SMHI kallar för Ovan Airijoki. Medelhöjden är 287 meter över havet och ytan är 5,26 kvadratkilometer. Räknas de 81 avrinningsområdena uppströms in blir den ackumulerade arean 1 783,96 kvadratkilometer. Vittangiälven som avvattnar avrinningsområdet har biflödesordning 2, vilket innebär att vattnet flödar genom totalt 2 vattendrag innan det når havet efter 325 kilometer. Avrinningsområdet består mestadels av skog (63 procent) och sankmarker (28 procent). Avrinningsområdet har 0,07 kvadratkilometer vattenytor vilket ger det en sjöprocent på 1,4 procent.